# Paris, enquêtes criminelles
Paris, enquêtes criminelles est une série télévisée française en vingt épisodes de 55 minutes créée par Dick Wolf et diffusée entre le 3 mai 2007 et le 8 novembre 2008 sur TF1 et rediffusée sur 13e rue, TV Breizh, HD1, Série Club et sur NRJ 12 depuis le 26 août 2016.
Au Québec, la série a été diffusée à partir du 1er septembre 2010 sur Séries+, et en Belgique sur RTL-TVI.

## Synopsis
Cette série met en scène les enquêtes d'un duo de policiers dont les méthodes d'investigation sont opposées : Vincent Revel est très « intuitif », alors que sa collègue Mélanie Rousseau est beaucoup plus « raisonnée ».

## Distribution

### OPJ
- Vincent Pérez : Commandant Vincent Revel
- Audrey Looten : Lieutenant Mélanie Rousseau (saisons 2 et 3)
- Sandrine Rigaux : Lieutenant Claire Savigny (saison 1)
- Jacques Pater : Commissaire Bonnefoy (saison 1)

### Technicien scientifique
- Ian Turiak : Technicien scène de crime (épisode Un cri dans la nuit)

### Magistrats
- Laure Killing : Juge puis procureure Fontana (17 épisodes)
- Hélène Godec : Juge Lherbier (saison 1, 4 épisodes)

### Autres
- Jérôme Hardelay : Alexandre Brévin (épisode L'amour fou)

## Épisodes

### Première saison (2007)
1. Fantômes
2. Requiem pour un assassin
3. Le Serment
4. Addiction
5. Scalpel
6. L'Ange de la mort
7. Un homme de trop
8. Le Justicier de l'ombre

### Deuxième saison (printemps 2008)
1. Blessure secrète
2. Rédemption
3. Suite funéraire
4. Complot
5. Un cri dans la nuit
6. L'amour fou

### Troisième saison (automne 2008)
1. Trafics
2. Visions
3. La grande vie
4. La quête
5. Un crime d'amour
6. Comme un frère

## Commentaires
TF1 a décidé en juillet 2007, de changer la partenaire de Vincent Pérez, et de former ainsi un nouveau tandem pour la deuxième saison. Après casting, c'est l'actrice Audrey Looten qui a remplacé Sandrine Rigaux, interprétant le personnage de Mélanie Rousseau. Mais après la troisième saison, c'est Vincent Pérez lui-même qui a quitté la série.
Cette série est l'exportation française, par Dick Wolf lui-même, de son concept New York, police judiciaire ; en l'occurrence, l'adaptation de New York, section criminelle. Toutefois, on n'y retrouve pas certaines caractéristiques des séries du concept, pourtant présentes dans les autres exportations : l'accroche d'intro, le jingle à chaque présentation de lieu, et l'image de tous les personnages de la série ensemble vers la fin du générique.
Il s'agit simplement d'adaptations des trois premières saisons de la série mère. Aucun scénario original n'a été proposé pour la série. La seule « création française » se résume à une douzaine de minutes par épisode. Les épisodes américains durant 42 minutes, les scénaristes français ont dû écrire 13 minutes supplémentaires pour atteindre le format de 55 minutes.
Si les intrigues sont bien transposées, les différences importantes entre la procédure pénale française et la procédure américaine expliquent le fait que la série apparaît souvent « décalée » par rapport à la façon dont fonctionne le droit en France et, par extension, la plupart des séries policières françaises. Le juge d'instruction — clé de la procédure pénale française — n'existe pas aux États-Unis, où la Police est subordonnée au Parquet et ne recherche que des preuves à charge. De ce fait, si la version britannique de la franchise fonctionne plutôt bien (les deux procédures sont quasi identiques), la version française est marquée dés le départ par cette différence.

### Annulation
Selon Le Parisien du 6 novembre 2007, la série était déjà menacée avant le début de la diffusion de la 3e saison. Au vu des mauvaises audiences des derniers épisodes diffusés, TF1 décide d'arrêter la série.

## Produits dérivés

### DVD
- Paris enquêtes criminelles - Saison 1 (6 septembre 2007) (ASIN B000RTH8P4)
- Paris enquêtes criminelles - Saison 2 (8 janvier 2009) (ASIN B001L7TE2Q)